# DTB Pokal Stuttgart 2023
A EnBW DTB Pokal Team Challenge and Mixed Cup 2023 foi uma competição de ginástica artística realizada de 17 a 19 de março de 2023 na Porsche-Arena em Stuttgart, Alemanha. O evento consiste em cinco competições separadas em três dias: uma competição Team Challenge (Desafio por Equipes) para homens e mulheres sêniores; um Team Challenge para homens e mulheres juvenis; e uma Mixed Team Cup (Copa Mista) que será disputada entre times sêniores mistos do Brasil, Alemanha, Japão e Estados Unidos.

## Calendário
| Data                     | Sessão                                             | Horário     |
| ------------------------ | -------------------------------------------------- | ----------- |
| Sexta-feira, 17 de março | Team Challenge Masculino Juvenil                   | 10:00–13:15 |
| Sexta-feira, 17 de março | Team Challenge Masculino                           | 16:00–19:45 |
| Sábado, 18 de março      | Team Challenge Feminino Juvenil                    | 10:00–12:30 |
| Sábado, 18 de março      | Team Challenge Feminino                            | 14:30–17:30 |
| Sábado, 18 de março      | Finais por Aparelho Masculino – Sêniores e Juvenis | 18:30–21:45 |
| Domingo, 19 de março     | Finais por Aparelho Masculino – Sêniores e Juvenis | 10:00–12:15 |
| Domingo, 19 de março     | Mixed Cup                                          | 14:30–17:15 |

## Medalhistas

### Sênio
| Evento              | Ouro | Prata | Bronze |
| ------------------- | --- | --- | --- |
| Team Challenge      | | | |
| Masculino           | | | |
| Equipes             | Estados Unidos · Asher Hong · Brody Malone · Yul Moldauer · Fred Richard · Shane Wiskus                        | Japão · Ryosuke Doi · Tsuyoshi Hasegawa · Daiki Hashimoto · Kakeru Tanigawa ·                              | Turquia · Adem Asil · Ferhat Arıcan · İbrahim Çolak · Mehmet Koşak · Kerem Şener                            |
| Solo                | Ryosuke Doi | Yul Moldauer                                                                                               | Pau Jimenez                                                                                                 |
| Cavalo com Alças    | Edoardo de Rosa                                                                                                | Kakeru Tanigawa                                                                                            | Asher Hong                                                                                                  |
| Argolas             | Adem Asil | Marco Lodadio                                                                                              | Félix Dolci                                                                                                 |
| Salto               | Harry Hepworth                                                                                                 | Yuri Guimarães                                                                                             | Adem Asil                                                                                                   |
| Barras Paralelas    | Mario Macchiati                                                                                                | Taha Serhani                                                                                               | Ferhat Arıcan                                                                                               |
| Barra Fixa          | Daiki Hashimoto                                                                                                | Taha Serhani                                                                                               | Félix Dolci                                                                                                 |
| Feminino            | | | |
| Equipes             | Estados Unidos · Nola Matthews · Zoe Miller · Joscelyn Roberson · Ashlee Sullivan · Lexi Zeiss                 | Bélgica · Maellyse Brassart · Fien Enghels · Aberdeen O'Driscol · Erika Pinxten · Jutta Verkest            | França · Léa Franceries · Silane Mielle · Djenna Laroui · Morgane Osyssek · Sheyen Petit                    |
| Salto               | Joscelyn Roberson                                                                                              | Karina Schönmaier                                                                                          | — |
| Barras Assimétricas | Zoe Miller | Sanna Veerman                                                                                              | Fien Enghels                                                                                                |
| Trave               | Jessica Schlegel                                                                                               | Maellyse Brassart                                                                                          | Léa Franceries                                                                                              |
| Solo                | Júlia Soares                                                                                                   | Joscelyn Roberson                                                                                          | Aurelie Tran                                                                                                |
| Mixed Cup           | | | |
| Equipes             | Japão · Hazuki Watanabe · Chiharu Yamada · Nanami Yamamoto · Ryosuke Doi · Tsuyoshi Hasegawa · Daiki Hashimoto | Alemanha · Anna-Lena König · Elisabeth Seitz · Sarah Voss · Pascal Brendel · Milan Hosseini · Andreas Toba | Brasil · Luisa Maia · Carolyne Pedro · Josiany Calixto · Tomás Florêncio · Yuri Guimarães · Josué Heliodoro |

### Juvenil
| Evento              | Ouro                                                                                   | Prata                                                                                              | Bronze                                                                                  |
| Masculino           | Masculino                                                                              | Masculino                                                                                          | Masculino                                                                               |
| ------------------- | -------------------------------------------------------------------------------------- | -------------------------------------------------------------------------------------------------- | --------------------------------------------------------------------------------------- |
| Equipes             | Estados Unidos · Zach Green · Danila Leykin · Alex Nitache · Max Odden · Sollen Chiodi | Alemanha · Timo Eder · Marcel Graf · Alexander Kirchner · Maxim Kovalenko · Daniel Mousichidis     | Turquia · Alperen Ege Avci · Ahmet Burak Ekici · Volkan Arda Hamarat ·                  |
| Solo                | Eric Terres Martin                                                                     | Timo Eder                                                                                          | Solen Chiodi                                                                            |
| Cavalo com Alças    | Marcus Pietarinen                                                                      | Daniel Mousichidis                                                                                 | Gijs Franken                                                                            |
| Argolas             | Volkan Arda Hamarat                                                                    | Aaro Harju                                                                                         | Romeo Jost                                                                              |
| Salto               | Maxim Kovalenko                                                                        | Solen Chiodi                                                                                       | Nicholas Howard                                                                         |
| Barras Paralelas    | Danila Leykin                                                                          | Volkan Arda Hamarat                                                                                | Kyano Schepers                                                                          |
| Barra Fixa          | Zach Green                                                                             | Timo Eder                                                                                          | Volkan Arda Hamarat                                                                     |
| Feminino            |                                                                                        | |                                                                                         |
| Equipes             | Alemanha · Mara Dietz · Marlene Gotthardt · Helen Kevric · Silja Stöhr · Lisa Woetzel  | Canadá · Gabrielle Black · Aaliyah DeSousa · Gabrielle Fausto · Lia Monica Fontaine · Reese Wilson | Bélgica · Chloe Baert · Hanne Degryse · Naomi Descamps · Marie DeSmet · Yelena Devreker |
| Salto               | Ming Gherardi Van Eijken                                                               | Lia Monica Fontaine                                                                                | Alexandra Florea                                                                        |
| Barras Assimétricas | Lilou Viallat                                                                          | Leire Escauriaza Tipacti                                                                           | Gabrielle Black                                                                         |
| Trave               | Naomi Descamps                                                                         | Marlene Gotthardt                                                                                  | Lana Pondart                                                                            |
| Solo                | Gabrielle Fausto                                                                       | Anamaria Mihaescu                                                                                  | Lisa Woetzel                                                                            |

## Mixed Cup

### Qualificatória
| Pos. | Nome              | Rodada 1       | Rodada 2       | Rodada 3       | Total   |
| ---- | ----------------- | -------------- | -------------- | -------------- | ------- |
| 1    | Japão             | Japão          | Japão          | Japão          | 161.081 |
| 1    | Hazuki Watanabe   | 13.766         | –              | 13.233         | 161.081 |
| 1    | Chiharu Yamada    | –              | 12.700         | –              | 161.081 |
| 1    | Nanami Yamamoto   | 11.700         | 12.466         | 12.166         | 161.081 |
| 1    | Ryosuke Doi       | 14.800         | 13.500         | –              | 161.081 |
| 1    | Tsuyoshi Hasegawa | 14.250         | 14.650         | 13.500         | 161.081 |
| 1    | Daiki Hashimoto   | –              | –              | 14.300         | 161.081 |
| 2    | Alemanha          | Alemanha       | Alemanha       | Alemanha       | 159.030 |
| 2    | Anna-Lena König   | –              | –              | 12.966         | 159.030 |
| 2    | Sarah Voss        | 13.566         | 12.833         | 12.666         | 159.030 |
| 2    | Elizabeth Seitz   | 13.466         | 14.633         | –              | 159.030 |
| 2    | Andreas Toba      | 13.000         | 12.100         | –              | 159.030 |
| 2    | Milan Hosseini    | 13.750         | –              | 13.550         | 159.030 |
| 2    | Pascal Brendel    | –              | 13.200         | 13.300         | 159.030 |
| 3    | Estados Unidos    | Estados Unidos | Estados Unidos | Estados Unidos | 157.330 |
| 3    | Elle Mueller      | 14.033         | 11.466         | 13.266         | 157.330 |
| 3    | Nola Matthews     | 12.366         | 13.066         | –              | 157.330 |
| 3    | Addison Fatta     | –              | –              | 12.833         | 157.330 |
| 3    | Landen Blixt      | 13.050         | 13.200         | 11.750         | 157.330 |
| 3    | Isaiah Drake      | 14.300         | –              | –              | 157.330 |
| 3    | Jeremy Bischoff   | –              | 14.550         | 13.450         | 157.330 |
| 4    | Brasil            | Brasil         | Brasil         | Brasil         | 147.781 |
| 4    | Luisa Maia        | –              | 11.466         | –              | 147.781 |
| 4    | Carolyne Pedro    | 12.633         | –              | 12.233         | 147.781 |
| 4    | Josiany Calixto   | 11.433         | 12.266         | 8.700          | 147.781 |
| 4    | Tomás Florêncio   | –              | 13.200         | 13.650         | 147.781 |
| 4    | Yuri Guimarães    | 13.200         | 13.650         | 13.500         | 147.781 |
| 4    | Josué Heliodoro   | 11.850         | –              | –              | 147.781 |

### Final
| Rank            | Name              | Round 4        | Total  |
| --------------- | ----------------- | -------------- | ------ |
| Final do ouro   |                   |                |        |
| 1               | Japão             | Japão          | 55.833 |
| 1               | Hazuki Watanabe   | 12.833         | 55.833 |
| 1               | Chiharu Yamada    | 13.500         | 55.833 |
| 1               | Nanami Yamamoto   | –              | 55.833 |
| 1               | Ryosuke Doi       | 14.600         | 55.833 |
| 1               | Tsuyoshi Hasegawa | –              | 55.833 |
| 1               | Daiki Hashimoto   | 14.900         | 55.833 |
| 2               | Alemanha          | Alemanha       | 52.583 |
| 2               | Anna-Lena König   | –              | 52.583 |
| 2               | Sarah Voss        | 13.233         | 52.583 |
| 2               | Elizabeth Seitz   | 12.500         | 52.583 |
| 2               | Andreas Toba      | 13.350         | 52.583 |
| 2               | Milan Hosseini    | –              | 52.583 |
| 2               | Pascal Brendel    | 13.500         | 52.583 |
| Final do bronze |                   |                |        |
| 3               | Brasil            | Brasil         | 54.632 |
| 3               | Luisa Maia        | 13.166         | 54.632 |
| 3               | Carolyne Pedro    | 13.066         | 54.632 |
| 3               | Josiany Calixto   | –              | 54.632 |
| 3               | Tomás Florêncio   | –              | 54.632 |
| 3               | Yuri Guimarães    | 14.100         | 54.632 |
| 3               | Josué Heliodoro   | 14.250         | 54.632 |
| 4               | Estados Unidos    | Estados Unidos | 54.466 |
| 4               | Elle Mueller      | 13.666         | 54.466 |
| 4               | Nola Matthews     | –              | 54.466 |
| 4               | Addison Fatta     | 13.900         | 54.466 |
| 4               | Landen Blixt      | 13.050         | 54.466 |
| 4               | Isaiah Drake      | –              | 54.466 |
| 4               | Jeremy Bischoff   | 13.850         | 54.466 |

## Participação
| País           | Team Challenge Feminino Sênior | Team Challenge Masculino Sênior | Team Challenge Feminino Juvenil | Team Challenge Masculino Juvenil | Mixed Cup |
| -------------- | ------------------------------ | ------------------------------- | ------------------------------- | -------------------------------- | --------- |
| Alemanha       | Sim                            | Sim                             | Sim                             | Sim                              | Sim       |
| Austrália      | Sim                            | Sim                             | Não                             | Sim                              | Não       |
| Bélgica        | Sim                            | Não                             | Sim                             | Sim                              | Não       |
| Brasil         | Sim                            | Sim                             | Não                             | Não                              | Sim       |
| Canadá         | Sim                            | Sim                             | Sim                             | Sim                              | Não       |
| Espanha        | Não                            | Sim                             | Não                             | Sim                              | Não       |
| Estados Unidos | Sim                            | Sim                             | Não                             | Sim                              | Sim       |
| Finlândia      | Não                            | Não                             | Não                             | Sim                              | Não       |
| França         | Sim                            | Sim                             | Sim                             | Não                              | Não       |
| Grã-Bretanha   | Não                            | Sim                             | Não                             | Não                              | Não       |
| Israel         | Não                            | Sim                             | Sim                             | Sim                              | Não       |
| Itália         | Sim                            | Sim                             | Sim                             | Não                              | Não       |
| Japão          | Sim                            | Sim                             | Não                             | Não                              | Sim       |
| Países Baixos  | Sim                            | Não                             | Sim                             | Sim                              | Não       |
| Roménia        | Não                            | Não                             | Sim                             | Não                              | Não       |
| Suécia         | Não                            | Não                             | Não                             | Sim                              | Não       |
| Suíça          | Não                            | Sim                             | Não                             | Não                              | Não       |
| Turquia        | Não                            | Sim                             | Não                             | Sim                              | Não       |
| Total          | 9                              | 13                              | 8                               | 11                               | 4         |

Notas sobre as nações participantes:  Áustria estava listada em materiais promocionais, mas não estava em nenhuma lista inicial.